# Hélène Vincent
Hélène Vincent, född 9 september 1943 i Paris, Frankrike, är en fransk skådespelare och teaterregissör. Vincent började skådespela på teatrar under mitten av 1960-talet och filmdebuterade 1969. 1988 blev hon uppmärksammad för sin biroll i filmen Livet är en lång lugn flod för vilken hon tilldelades Césarpriset. Hon var även nominerade till bästa kvinnliga huvudroll 2013 i filmen Quelques heures de printemps.

## Filmografi, urval
- 1979 – Kustens döttrar (TV-serie)
- 1988 – Livet är en lång lugn flod
- 1991 – Inga kyssar
- 1993 – Frihet – den blå filmen
- 1996 – Bernie
- 1997 – Mitt liv i rosa
- 2013 – Attila Marcel
- 2018 – I guds namn
- 2019 – De ovanliga
- 2024 – Quand vient l'automne